# U483 (潜水艦)
U-483は第二次世界大戦中のナチス・ドイツ海軍のVIIC型Uボートである。
U-483は2回の哨戒を行い、1隻の軍艦を全損させた。
1945年5月9日、U-483は降伏し、1945年12月16日にデッドライト作戦の一環で沈没した。

## 艦歴
U-483は1943年3月20日にキールにあるドイチェヴェルケで建造番号318として起工され、10月30日に進水し、12月22日にハンス＝ヨアヒム・フォン・モルシュタイン大尉の指揮の下就役した。
U-483は1943年12月22日から訓練のために第5潜水隊群に所属し、1944年8月1日から作戦行動のために第3潜水隊群に所属した。9月5日、U-483は第11潜水隊群に配置転換された。

### 第1哨戒
U-483は初めての哨戒の前にドイツのキールからノルウェーのホルテン海軍基地(オスロの南)、スタヴァンゲルへの短い航海を行った。1944年10月3日にU-483はスタヴァンゲルを出港して哨戒を開始した。12日にシュノーケル(水中エンジン機能と呼吸装置)がスコットランド北西で故障し、男性1名が死亡した。
1944年11月1日、U-483はイギリスのフリゲートのウィテカーをアイルランドのマリン・ヘッド沖で雷撃した。ウィテカーの艦首は吹き飛ばされた。艦長を含む将校全員と乗組員84名が死亡したが、ウィテカーは沈没しなかった。火災は鎮火し、浸水も止まった。ウィテカーは最終的にロンドンデリー港とベルファストに曳航されたが、全損が宣言された。

### 第2哨戒
1945年2月7日、U-483はベルゲンを出港して2回目の急襲を開始した。1つの資料によるとU-483はなんとかアイリッシュ海に侵入した。3月26日、U-483はトロンハイムにドック入りした。

## 最後
1945年5月9日、U-483はトロンハイムで降伏した。U-483はスカパ・フローに移され、その後5月29日にデッドライト作戦のためロク・ライアンに移動した。12月16日、U-483は沈没したが、どうやって沈められたかは不明である。

## 戦果一覧
| 日付          | 船名       | 国籍         | 総トン数 | 結果 |
| ------------- | ---------- | ------------ | -------- | ---- |
| 1944年11月1日 | ウィテカー | イギリス海軍 | 1,300    | 全損 |